# Nicola Spirig
Nicola Spirig är en triathlet från Schweiz. Hon är född 7 februari 1982 i Bülach, och bor år 2017 i Bachenbülach nära Zürich i Schweiz. Hon är utbildad jurist.

## Meriter
- Nicola Spirigs främsta merit är OS-guld 2012, där hon vann en målfotoseger över Lisa Nordén från Sverige.[4]
- Vid olympiska sommarspelen 2016 i Rio de Janeiro tog hon en silvermedalj.[5]
- Vunnit tre EM-guld.
- Vunnit fyra deltävlingar i VM-serierna, varav två år 2012. VM på olympisk distans avgörs sedan 2009 i en serie på 7-8 tävlingar.
- Silver i VM-serien 2010.[6]
- Junior-VM-guld 2001.